# Берлин-Марцан (концентрационный лагерь)
Берлин-Марцан (нем. Berlin-Marzahn) — нацистский концентрационный лагерь, сооружённый в берлинском пригороде Марцан (в наст. вр. район Марцан-Хеллерсдорф) для содержания цыган под арестом.
В рамках подготовки к XI Летним Олимпийским играм немецкая полиция и службы социального обеспечения начали осуществлять облавы на представителей цыганских меньшинств синти и рома. В Берлине и его окрестностях было арестовано около 800 цыган. 16 июля 1936 года их поместили под наблюдение полиции в специальный лагерь на восточной окраине города. Данный лагерь находился рядом со сточными канавами и кладбищем.
«Площадка для привала», как называли Берлин-Марцан нацисты, была создана под предлогом очистки города от попрошаек и карманников на время Олимпиады. Однако после её завершения аресты не прекратились, а территория лагеря была обнесена колючей проволокой. Заключённых начали привлекать к принудительным работам и антропологическим измерениям. Никакие гигиенические нормы в лагере не соблюдались, приводя к массовым инфекционным заболеваниям цыган. Так, в марте 1938 года было отмечено 170 случаев заражения.
Точную дату ликвидации лагеря определить сложно. В марте 1943 года была осуществлена крупная депортация цыган в Освенцим. После этого в Берлин-Марцане остались около 20 заключённых. Последняя из них Агнес Штайнбах из-за бюрократических проволочек покинула лагерь лишь 13 января 1949 года. Всего через Берлин-Марцан прошли по меньшей мере 1500 синти и рома. Это был самый крупный концентрационный лагерь для цыган.